# ... Где цвета Самсунг жут
... Где цвета Самсунг жут је четврти студијски албум српске рок групе Деца лоших музичара, издат за дискографску кућу ПГП РТС.

## Песме
Музика и аранжмани ДЛМ, текстови Миље.
1. „Раковица“ - 3:43
2. „Будућност је стигла“ - 4:53
3. „Тито, Нехру, Насер“ - 3:52
4. „Мемфис, Мексико“ - 5:17
5. „Странпутице“ - 3:57
6. „Диско клуб“ - 4:10
7. „Увек те се радо сетим“ - 3:49
8. „Неке лоше ствари“ - 4:52
9. „Породица Долби“ - 3:18
10. „Чекам годину нулту“ - 5:26

## Музичари

#### Чланови групе
- Сиља - глас
- Жика - бас
- Ђоле - гитара
- Микац - бубњеви
- Бора - труба

#### Гости
- Михајло (Дел Арно Бенд) - тромбон
- Буга - саксофон и кларинет
- Пурони - удараљке

## Остало
- Дизајн омота: Даница
- Фотографије и идеја за омот: Жика